# Appenzellerland

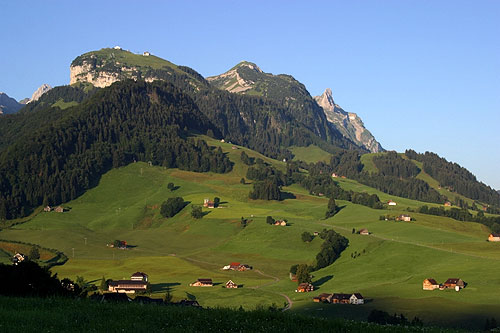
Appenzeller Landschaft

Appenzellerland heisst die hügelige, von Weideland und Streusiedlungen geprägte Landschaft der beiden (Halb-)Kantone Appenzell Ausserrhoden (evangelisch-reformiert) und Appenzell Innerrhoden (römisch-katholisch).

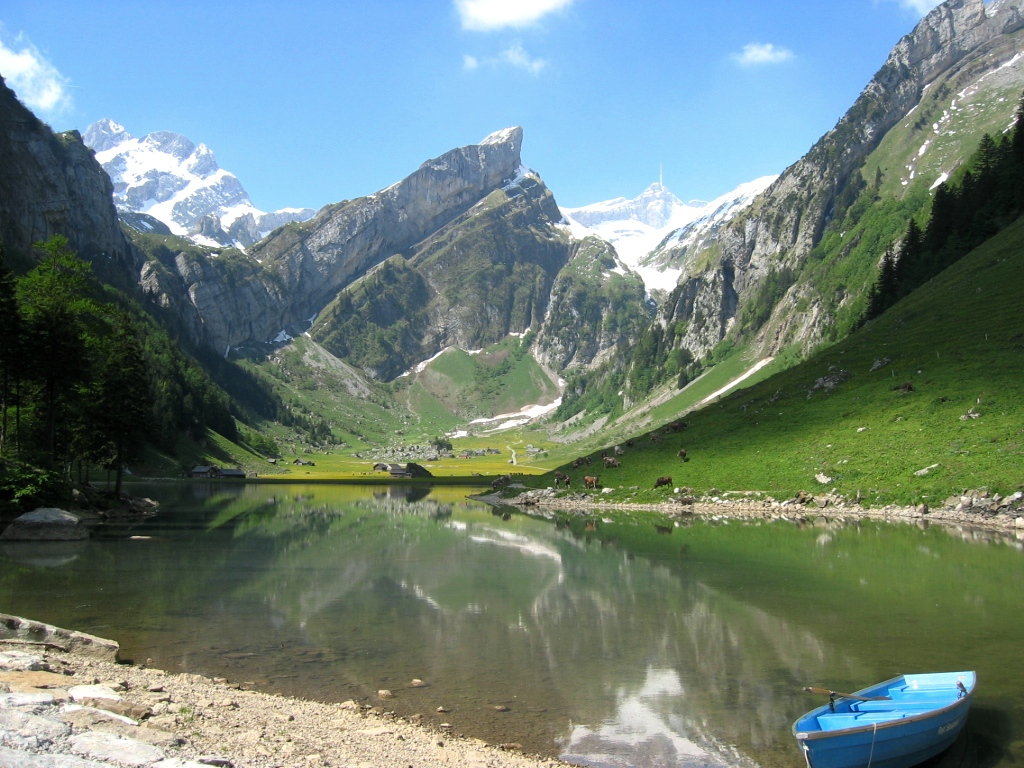
Seealpsee

## Begriff
«Appenzellerland» ist ein geographischer Begriff; in politischem Zusammenhang wird eher der Ausdruck «beide Appenzell» verwendet (siehe Kanton Appenzell). In der Tourismusbranche ausserhalb der Ostschweiz wird für das Appenzellerland häufig fälschlicherweise der Begriff «das Appenzell» verwendet.

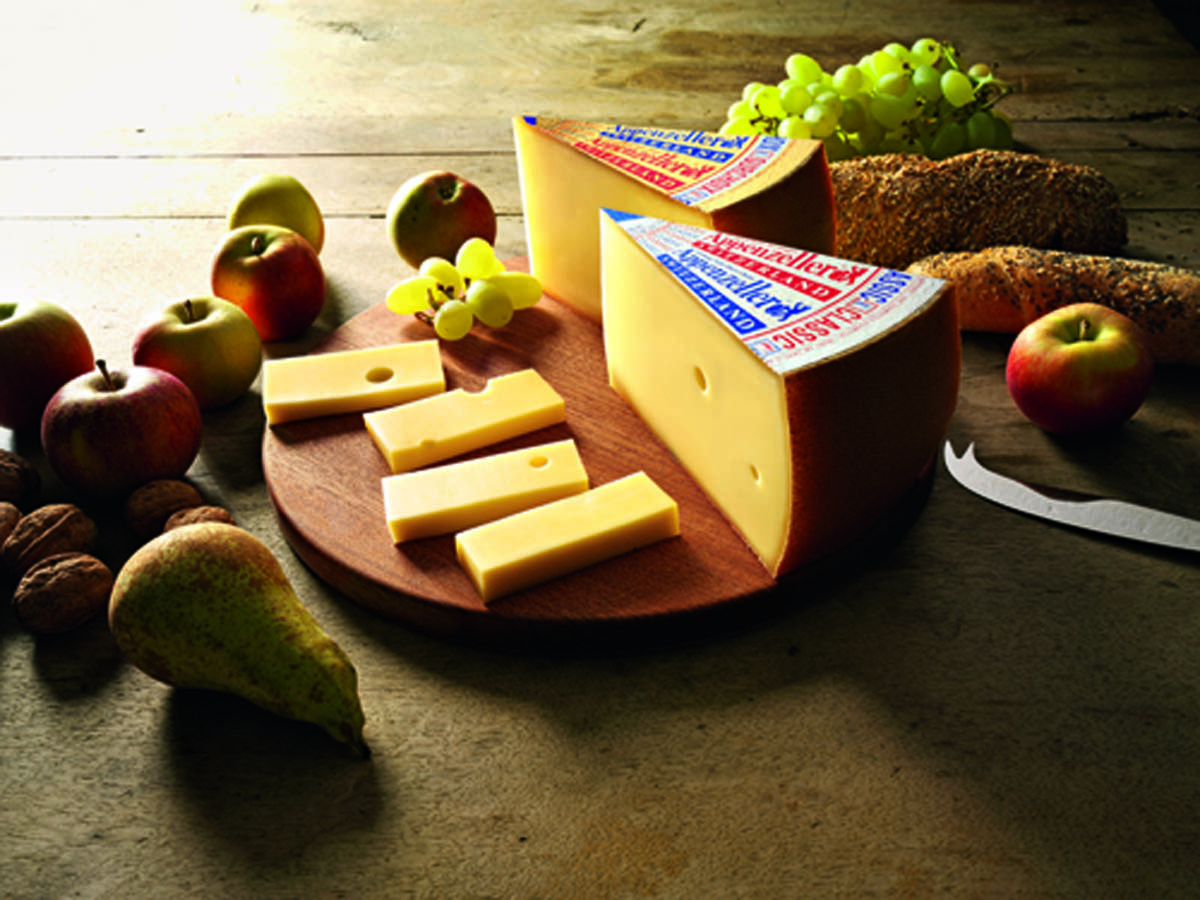
Zwischenmahlzeit mit Appenzellerkäse

## Geographie
Vollständig vom Kanton St. Gallen umschlossen, ist es im Norden durch die Stadt St. Gallen, im Osten durch das St. Galler Rheintal, im Süden durch die Appenzeller Alpen mit Säntis und Hohem Kasten und im Westen durch das Toggenburg begrenzt. Die mittlere Höhe liegt bei 800 Metern.
Im Süden des Landes nimmt der hügelige, spärlich bewaldete Landschaftstyp allmählich voralpinen Charakter an. Die Ebenalp ist ein von Alpweiden bedeckter Höhenzug, der von bizarren Felsformationen überragt wird. Die Alpengipfel von Säntis und Churfirsten haben eine Höhe von rund zweieinhalbtausend Metern. Der Säntis bildet gemeinsam mit dem Altmann eine Doppelspitze, beide gehören zum Alpsteinmassiv. Im von Hochweiden bedeckten Vorgebirge prägen weit verstreute Gehöfte das Landschaftsbild. Dort liegt auch der Seealpsee mit seinem typisch dunklen Wasserspiegel.

## Wirtschaft
Neben der Landwirtschaft (Käseproduktion) lebt das Appenzellerland vorwiegend vom Tourismus und Kleingewerbe. Die Weidewirtschaft ist noch heute überall verbreitet. Der Alpauf- und -abtrieb der Rinderherden ist im südlichen Appenzellerland immer noch ein grosses, von Feierlichkeiten eingerahmtes Ereignis, bei dem die traditionellen Trachten allgegenwärtig sind.

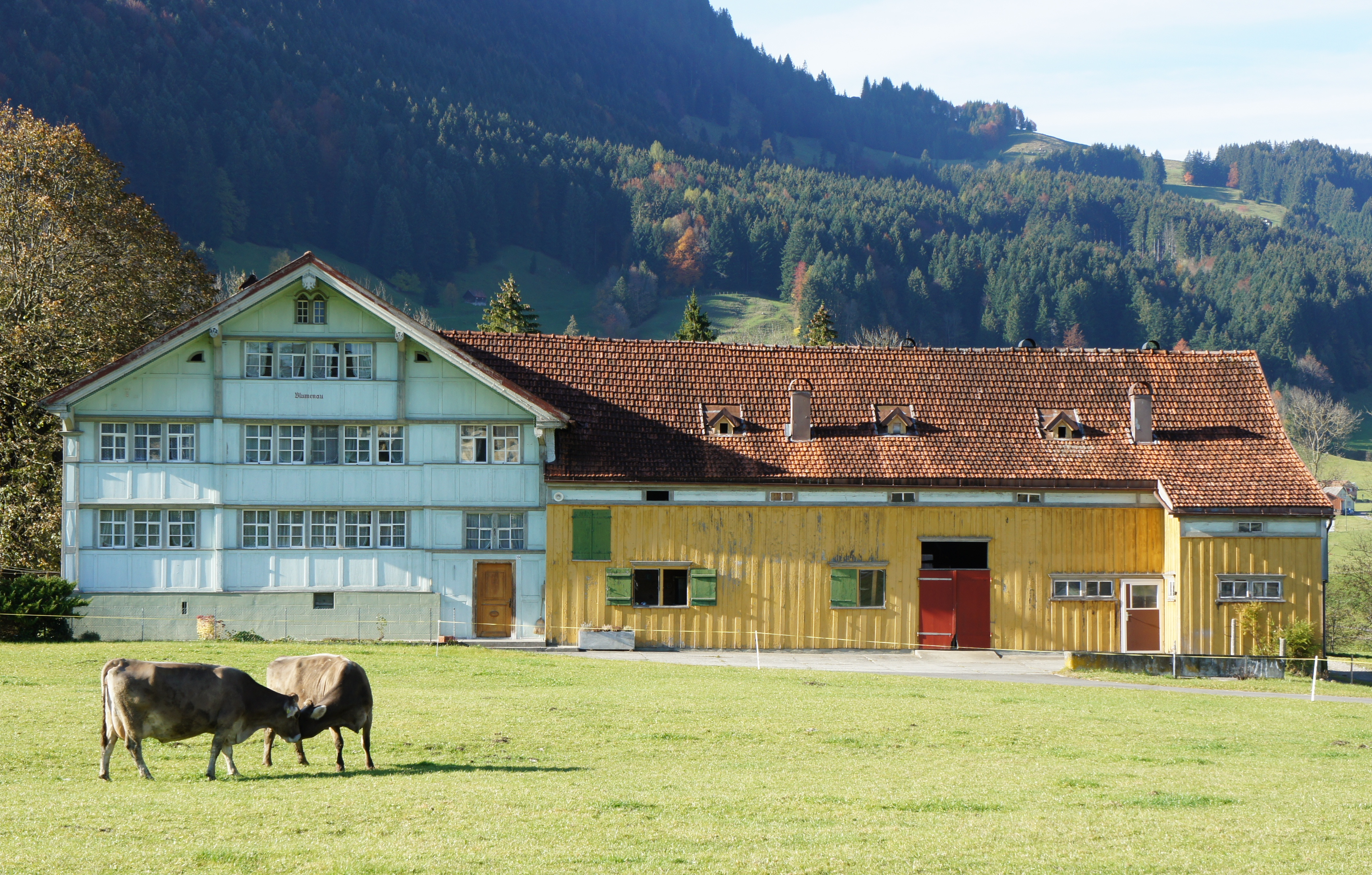
Typisches Appenzeller Bauernhaus mit angebautem Stall

## Strickbau
Die traditionelle und das Landschaftsbild noch heute prägende Bauweise im Appenzellerland ist der Strickbau, eine Blockbauweise, die durch spezielle Eckverbindungen eine vollflächige Verkleidung der Fassaden durch Täfer und Holzverschindelungen zulässt. Typisch für diese meist giebelständigen Häuser sind lange Fensterbänder mit versenkten Fensterläden und bunt gefasste Fassaden. Das Ökonomiegebäude steht längs an der Seite des Hauses. Der sich daraus ergebende Kreuzgiebel wurde oft auch bei Bauten ohne Ökonomiegebäude ausgeführt.

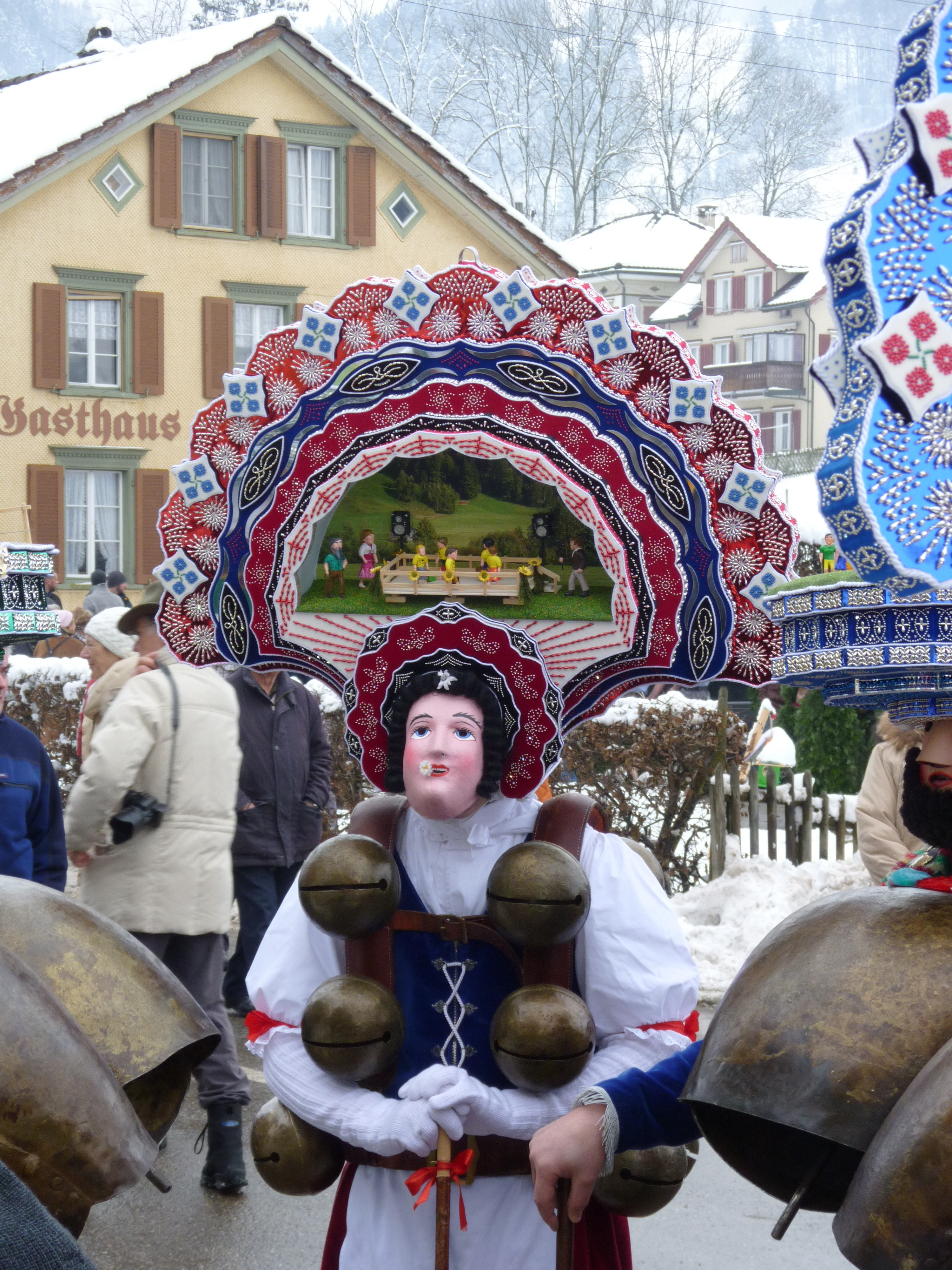
Brauchtum – Silvesterklausen

## Brauchtum
Im Appenzellerland haben sich viele alte Bräuche erhalten:
- Im Hinterland des evangelisch-reformierten Appenzell Ausserrhoden wird der Brauch des Silvesterchlausens gepflegt. Das Chlausen findet je nach Ortschaft am 31. Dezember oder 13. Januar statt, in Hundwil und Urnäsch wird jedoch an beiden Tagen gechlaust.[1]
- Im katholischen Appenzell Innerrhoden tragen Frauen an Feiertagen wie Fronleichnam ihre traditionelle Tracht mit Flügelhauben aus Tüllstickerei.
- Bekannt sind auch die Schnitzereien[2] sowie die Appenzeller Bauernmalerei, wie sie z. B. Albert Manser tätigte.
- Den Appenzellern wird ein besonderer Humor zugeschrieben. Es gibt sogar einen Witzwanderweg, der die Gemeinden Wolfhalden, Walzenhausen und Heiden verbindet.